# Rok Stojanovič (hokeista)
Robert Kristan (ur. 11 sierpnia 1990 w Kranju) – słoweński hokeista, reprezentant Słowenii.

## Kariera
- Triglav Kranj (2010-2015)
- HK Celje (2015-2016)
- HDD Jesenice (2016-2017)
- LHC Les Lions (2017-2019)
- Les Aigles de Nice (2019-2021)
- Sheffield Steelers (2021-2022)
- Cracovia (2022-2023)
- Nottingham Panthers (2023-)

Wychowanek klubu Triglav Kranj. Przez pierwsze sezony seniorskie występował w klubach z ligi słoweńskiej. Od 2019 przez cztery lata grał we francuskich rozgrywkach Ligue Magnus, najpierw dwa sezony w Lyonie, a następnie dwa kolejne w Nice. We wrześniu 2021 przeszedł do angielskiej drużyny z brytyjskich rozgrywek EIHL. W lipcu 2022 został zaangażowany do Cracovii w Polskiej Hokej Lidze. W czerwcu 2023 zaangażowany przez angielski klub Nottingham Panthers.
Uczestniczył w turnieju mistrzostw świata edycji 2018 (Dywizja IA, nie rozegrał meczu).

## Sukcesy
Klubowe
- Srebrny medal mistrzostw Słowenii: 2017 z HDD Jesenice
- Puchar Francji: 2018 z LHC Les Lions

Indywidualne
- EIHL (2021/2022):
  - Trzecie miejsce w klasyfikacji średniej goli straconych na mecz w sezonie zasadniczym: 2,27[7]